# Marina Łuczenko-Szczęsna
Marina Łuczenko-Szczęsna (nhũ danh Łuczenko; sinh ngày 3 tháng 7 năm 1989), nghệ danh là Marina, là một ca sĩ, nhà sáng tác ca khúc và diễn viên người Ba Lan.

## Đời tư
Marina kết hôn với cầu thủ bóng đá Wojciech Szczęsny vào năm 2016. Cặp đôi có một cậu con trai tên là Liam (sinh năm 2018).

## Đĩa hát

### Album phòng thu
| Tựa đề    | Chi tiết về album |
| --------- | --- |
| Hardbeat  | - Phát hành: 5 tháng 11 năm 2011 - Hãng đĩa: phát hành độc lập (do Fonografika phân phối) - Định dạng: CD, tải nhạc, streaming online |
| On My Way | - Phát hành: 17 tháng 11 năm 2017 - Hãng đĩa: phát hành độc lập (do e-Muzyka phân phối) - Định dạng: CD, tải nhạc, streaming online   |

### Đĩa đơn
| Tựa đề                              | Năm  | Xếp hạng | Album                    |
| Tựa đề                              | Năm  | POL New  | Album                    |
| ----------------------------------- | ---- | -------- | ------------------------ |
| "Glam Pop"                          | 2010 | —        | Đĩa đơn không phải album |
| "Pepper Mint"                       | 2010 | —        | Đĩa đơn không phải album |
| "Electric Bass"                     | 2011 | 3        | Heart Beat               |
| "Saturday Night"                    | 2012 | —        | Heart Beat               |
| "On My Way"                         | 2016 | —        | On My Way                |
| "Takin' Ya Rock Out"                | 2017 | —        | On My Way                |
| "Hiding in the Water"               | 2017 | —        | On My Way                |
| "Complete"                          | 2018 | —        | On My Way                |
| "News" (kết hợp Kabe)               | 2019 | —        | TBA                      |
| "Nigdy więcej" (kết hợp Young Igi)  | 2020 | —        | TBA                      |
| "–": Bài hát không có bảng xếp hạng |      |          |                          |

#### Các bài hát đã thu âm khác
| Tựa đề                       | Năm  | Album                     |
| ---------------------------- | ---- | ------------------------- |
| "Sen"                        | 2003 | Bài hát không thuộc album |
| "Respect"                    | 2009 | 39 i pół Vol. 3           |
| "Hello L.O.V.E. U"           | 2009 | 39 i pół Vol. 3           |
| "Long Way Apart"             | 2009 | 39 i pół Vol. 3           |
| "Please Don't Leave Me Here" | 2009 | 39 i pół Vol. 3           |
| "Wenus Mars"                 | 2011 | Bài hát không thuộc album |
| "W bezdechu"                 | 2014 | Muzyka z serca 2015       |
| "Kocham Te Święta"           | 2014 | Bài hát không thuộc album |
| "Większy świat"              | 2018 | Smallfoot                 |

## Phim tiêu biểu
- 2009: 39 i pół (sê-ri phim truyền hình) trong vai Amanda
- 2009: I pół (phim truyền hình) trong vai Amanda
- 2010: Usta usta (sê-ri phim truyền hình) trong vai Emilia Skowron
- 2019: 39 i pół tygodnia (sê-ri phim truyền hình) trong vai Amanda